# Rahotep
Sejemra Uahjau - Rahotep fue un faraón de la dinastía XVII de Egipto. Gobernó ca. 1622-1619 a. C. Puede ser (Sejemra...) 3..., mencionado en el Canon Real de Turín (11.1) con tres años de reinado.

## Biografía
Posiblemente, Rahotep fue el primer faraón tebano de la dinastía XVII. También Kim Ryholt opina que fue el primer faraón de la dinastía XVII. Otros egiptólogos, como von Beckerath estiman que fue precedido por Nubjeperra Intef.
Se le relaciona con Sobekemsaf II por el matrimonio de su hijo, Ameny, con la hija de Sobekemsaf.
Es mencionado en estelas de Coptos, Abidos y Karnak y es reconocido por haber restaurado el dañado templo de Min en Coptos. 
Sabemos, por una inscripción de Sobekemsaf II, que envió una expedición de unos ciento treinta hombres a Uadi Hammamat. El número de expedicionarios estaba muy lejano de los miles enviados por los grandes faraones de la dinastía XII durante el Imperio Medio y solo uno de sus integrantes posee un título tradicional como «supervisor de los trabajos». Todo parece indicar que Tebas perdió contacto durante este periodo con las escuelas y la tradición de escribas de Menfis.

## Titulatura
| Titulatura | Jeroglífico | Transliteración (transcripción) - traducción - (referencias) |

| G5 |

| G5 |

| V29 | S34 |

| V29 | S34 |

| V29 | S34 |

| V29 | S34 |

| G5 |

| G5 |

| V29 | S34 |

| V29 | S34 |

| V29 | S34 |

| V29 | S34 |

| G16 |

| G16 |

| wsr | s | r · D36 | M4 | M4 | M4 |

| wsr | s | r · D36 | M4 | M4 | M4 |

| G16 |

| G16 |

| wsr | s | r · D36 | M4 | M4 | M4 |

| wsr | s | r · D36 | M4 | M4 | M4 |

| G8 |

| G8 |

| M14 |

| M14 |

| G8 |

| G8 |

| M14 |

| M14 |

| N5 | S42 | V29 | N28 · Z2s |

| N5 | S42 | V29 | N28 · Z2s |

| N5 | S42 | V29 | N28 · Z2s |

| N5 | S42 | V29 | N28 · Z2s |

| N5 | S42 | V29 | N28 · Z2s |

| N5 | S42 | V29 | N28 · Z2s |

| N5 | S42 | V29 | N28 · Z2s |

| N5 | S42 | V29 | N28 · Z2s |

| N5 | S42 | V29 | N28 · Z2s |

| N5 | S42 | V29 | N28 · Z2s |

| N5 | S42 | V29 | N28 · Z2s |

| N5 | S42 | V29 | N28 · Z2s |

| N5 | S42 | V29 | N28 · Z2s |

| N5 | S42 | V29 | N28 · Z2s |

| N5 | S42 | V29 | N28 · Z2s |

| N5 | S42 | V29 | N28 · Z2s |

| N5 | S42 · Z1 | HASH |

| N5 | S42 · Z1 | HASH |

| N5 | S42 · Z1 | HASH |

| N5 | S42 · Z1 | HASH |

| N5 | S42 · Z1 | HASH |

| N5 | S42 · Z1 | HASH |

| N5 | S42 · Z1 | HASH |

| N5 | S42 · Z1 | HASH |

| N5 | S42 · Z1 | HASH |

| N5 | S42 · Z1 | HASH |

| N5 | S42 · Z1 | HASH |

| N5 | S42 · Z1 | HASH |

| N5 | S42 · Z1 | HASH |

| N5 | S42 · Z1 | HASH |

| N5 | S42 · Z1 | HASH |

| N5 | S42 · Z1 | HASH |

| r · D36 | N5 · Z1 | R4 · t · p |

| r · D36 | N5 · Z1 | R4 · t · p |

| r · D36 | N5 · Z1 | R4 · t · p |

| r · D36 | N5 · Z1 | R4 · t · p |

| r · D36 | N5 · Z1 | R4 · t · p |

| r · D36 | N5 · Z1 | R4 · t · p |

| r · D36 | N5 · Z1 | R4 · t · p |

| r · D36 | N5 · Z1 | R4 · t · p |

| r · D36 | N5 · Z1 | R4 · t · p |

| r · D36 | N5 · Z1 | R4 · t · p |

| r · D36 | N5 · Z1 | R4 · t · p |

| r · D36 | N5 · Z1 | R4 · t · p |

| r · D36 | N5 · Z1 | R4 · t · p |

| r · D36 | N5 · Z1 | R4 · t · p |

| r · D36 | N5 · Z1 | R4 · t · p |

| r · D36 | N5 · Z1 | R4 · t · p |